# Єпархіальний музей
Єпархіальний музей — музей Самбірсько-Дрогобицької Єпархії УГКЦ у місті Трускавець.

## Загальні дані
Єпархіальний музей виконує релігійно-освітню і мистецько-культурну місію. Відвідувачі музею мають можливість не тільки дізнатися про історію Самбірсько-Дрогобицької єпархії, про життя та діяльність видатних мислителів  УГКЦ, чи оглянути одну із виставок сакрального мистецтва, але й помолитися. Відвідувачами музею є переважно відпочиваючі міста курорту Трускавця, багато з них про УГКЦ чує вперше і дізнаються про її відомих постатей та нелегку історію часів підпілля.
Єпархіальний музей тісно співпрацює з Львівським державним обласним центром народної творчості та культурно-освітньої роботи. Профіль музею — релігійний. Площа — 70, 84 кв. м. 

## З історії та сьогодення музею
Задум створення єпархіального музею належить єпископу Самбірсько-Дрогобицької єпархії Юліяну (Вороновському), а також автору виставки «Блаженнійший Патріарх Йосиф у філателістичних і пропам'ятних виданнях Помісної Української Католицької Церкви» доктору Роману Смику. Єпархіальний музей був створений у приміщенні Самбірсько-Дрогобицької єпархії. Після архиєрейської літургії у приміщенні Єпархіального управління міста, за участю великої кількості жителів та гостей Трускавця Музей 11 жовтня 1998 року був урочисто відкритий та освячений.
Експозиція музею переїхала до міста Дрогобич, в Музей «Дрогобиччина», Галерея сакрального мистецтва с 2020 року.

## Експозиція музею
Розміщена у чотирьох кімнатах і складається з таких розділів: 
- Світлій пам'яті Митрополита Андрея Шептицького.
- Світлій пам'яті Патріарха Йосифа Сліпого.

Також два виставкових зали де періодично виставляються роботи сакрального характеру.
У фондах 510 музейних пам'яток: стародруки, Євангелія, чаші Патріярха Йосифа Сліпого. Серед раритетів Єпархіального музею є:
- Мощі Святого священомученика Йосафата;
- Пасмо волосся Митрополита Андрея;
- Накидка Митрополита Андрея;
- Антимінс, освячений Митрополитом Андреєм;
- Особисті речі Патріарха Йосифа;
- Тюремна подушка Патріарха Йосифа;
- Омофор Патріарха Йосифа;
- Копія грамоти Берестейської унії.
- Бронзовий хрест (прострілений радянським солдатом, переданий до музею зі села Стара Сіль)

## Документальний фільм про музей
Документальний фільм про музей зробив пан Роман Варивода з Португалії, запропонувавши свою безкорисливу жертовну працю.